# Открытая модель в музыке
Открытая модель в музыке — экономическая и технологическая модель индустрии звукозаписи, разработанная на основе исследования, проведённого в Массачусетском технологическом институте. Данная модель прогнозирует переход от схемы индивидуальных продаж цифровых звукозаписей к доступу к ним как услуге. Ожидается, что только цифровая дистрибуция музыкальных произведений по подписке, поддерживающая совместное использование файлов без ТСЗАП, будет жизнеспособной в борьбе с нежелательным массовым распространением записей. Исследование показало, что цена в 9 долларов в месяц за безлимитный объём загрузок является равновесной на момент его проведения, но в качестве оптимальной цены в долгосрочном периоде была рекомендована цена в 5 долларов в месяц. Ряд положений данного исследования был принят многими фирмами, работающими в индустрии звукозаписи.

## Обзор
Согласно открытой модели в музыке, существует пять основных принципов для создания жизнеспособной коммерческой сети цифровой дистрибуции музыки:
| # | Принцип                 | Описание                                                                                           |
| - | ----------------------- | -------------------------------------------------------------------------------------------------- |
| 1 | Открытый файлообмен     | Пользователи должны иметь возможность свободно обмениваться файлами друг с другом                  |
| 2 | Открытые форматы файлов | Содержимое должно распространяться в открытых форматах без ограничений DRM                         |
| 3 | Открытое членство       | Владельцы авторских прав должны иметь возможность свободно регистрироваться для получения платежей |
| 4 | Открытые платежи        | Оплату следует принимать всеми доступными способами, включая кредитные карты и наличные            |
| 5 | Открытая конкуренция    | Должно существовать несколько подобных сетей, которые могут быть связаны, но исключать монополизм  |

Открытая модель в музыке была впервые сформулирована Шуманом Гоусмаджамдером в докладе 2002 «Развитые бизнес-модели, основанные на пиринговых технологиях». В следующем году она была описана и предложена под названием открытой модели в музыке.
Модель предлагает изменить схему взаимодействия продавца и потребителя на рынке цифровой музыки: вместо того, чтобы рассматривать её как товар, приобретённый в интернет-магазине, она будет рассматриваться в качестве услуги, предоставляемой индустрией звукозаписи, фирмами, выступающими в качестве посредников между производителями и конечными потребителями. Данная модель предоставляет потребителям неограниченное количество загрузок цифровых записей по цене $5 в месяц (по состоянию на 2002). Ожидается, что применение этой модели принесёт предприятиям музыкальной индустрии доход в общей сложности доход более $3 млрд в год.
Исследование, проведённое в Массачусетском технологическом институте, показало спрос на независимые программы файлообмена. Поскольку интерес к определённому цифровому контенту высок, и риск заражения вирусами при пользовании надёжными онлайновыми сервисами низок, пользователи прибегают к услугам таких сервисов как Napster, Morpheus и Pirate Bay (с использованием протокола BitTorrent).

## Внедрение в индустрии звукозаписи
Некоторые эксперты предрекают, что внедрение открытой модели в музыке повлечёт крах системы онлайн-распространения музыки на основе технологии управления цифровыми правами. Стартап-компания из Германии, Playment, работает над адаптацией открытой модели с целью сделать её основой бизнес-модели своей компании.
Критики открытой модели отмечают, что её внедрение не устраняет проблему пиратства. Другие возражали, что это было на самом деле наиболее эффективного решения проблемы пиратства, с пиратством была «неизбежным». Сторонники утверждают, что он предложил превосходной альтернативой нынешней правоохранительной основе методов, используемых в индустрии звукозаписи.
Некоторые аспекты этой модели были приняты индустрии звукозаписи:
- Отмена управления цифровыми правами представляет собой значительный сдвиг в отрасли. В 2007 году Стив Джобс, исполнительный директор компании Apple, опубликовал письмо, призывая положить конец DRM в музыке. Несколько месяцев спустя, Amazon.com запустил DRM-свободный музыкальный магазин. Через год, iTunes Store с DRM отменены на большую часть своей музыки.
- Оплата была относительно проста, и iTunes Store предлагает подарочные карты, которые можно приобрести за наличные, с момента запуска в 2003.
- В 2011 году Apple запустила свой сервис iTunes Match по модели подписки, которая поддерживает обмен файлами между собственными устройствами пользователей. Тем не менее, цена подписки — $25 в год — не включает в себя цену приобретения контента, который до сих пор приобретается отдельно для каждого трека из магазина iTunes. В качестве варианта была предложена модель с оплатой $5 в месяц по схеме «всё включено».
- В 2005 году Yahoo! Music был запущен по этой цене. Сочетание модели подписки и цифровых файлов (в отличие от потоковых) не пришла позже. В 2010 году Rhapsody объявила о возможности скачивания файлов для своих абонентов, использующих iPhone. В 2011 году введён по подписке Spotify за $5 в месяц в США. Microsoft Zune предлагает абонентское обслуживание для загрузки музыки (Zune Pass), за $10 в месяц.